# Видман, Йорг
Йорг Видман (нем. Jörg Widmann; род. 19 июня 1973, Мюнхен) — немецкий кларнетист и композитор.

## Биография
Учился игре на кларнете в Мюнхенской Высшей школе музыки и театра и в Джульярдской школе в Нью-Йорке. Занимался композицией с Хансом Вернером Хенце, Вильфридом Хиллером, Хайнером Гёббелсом и Вольфгангом Римом.
С 2001 года ведёт класс кларнета во Фрайбургской Высшей школе музыки. Регулярно выступает в камерных ансамблях с Ким Кашкашьян, Хайнцем Холлигером, Андрашем Шиффом, Элен Гримо; концертирует с дирижёрами Кристофом фон Донаньи и Кентом Нагано. Для него писали произведения Вольфганг Рим, Ариберт Райман. Произведения Видмана исполняют Ардитти-квартет, Симфонический оркестр Германии, Мюнхенский и Венский филармонический оркестр, солисты Ефим Бронфман, Кристиан Тецлафф, Анна Гурари, Андраш Адорьян и др.

## Произведения
- Absences, опера (1990)
- Фантазия для кларнета соло (1993)
- Fleurs du mal, фортепианная соната по Бодлеру (1996—1997)
- Пять отрывков для кларнета и фортепиано (1997)
- Струнный квартет № 1 (1997)
- Остров сирен для скрипки и 19 струнных (1997)
- Плач по Икару для 20 струнных (1999)
- …umdüstert… для камерного ансамбля (1999—2000)
- Пассакалия для фортепиано, скрипки и виолончели (2000)
- Взрыв для оркестра (2001)
- Токката для фортепиано (2002)
- Лицо в зеркале, опера (2003)
- Хоральный квартет, струнный квартет № 2 (2003)
- Охотничий квартет, струнный квартет № 3 (2003)
- Песня для оркестра (2003)
- Хор для оркестра (2004)
- Октет (2004)
- Струнный квартет № 4 (2005)
- Месса для оркестра (2005)
- Versuch über die Fuge, струнный квартет № 5 (2005)
- Лабиринт для 48 струнных инструментов (2005)
- Мелодия для валторны соло (2005)
- Квинтет (2006)
- ad absurdum, концерт для трубы и небольшого оркестра (2006)
- Echo-Fragmente для кларнета соло и двух смешанных оркестров (2006)
- Armonica для стеклянной гармоники и оркестра (2007)
- Концерт для скрипки и оркестра (2007)
- Con brio, концертная увертюра (2008)
- Концерт для гобоя и оркестра (2009)
- Вавилон, Музыкальный театр в 7 действиях, либретто: Петер Слотердайк. Мировая премьера в Баварской государственной опере, (октябрь 2012)
- Концерт для альта и оркестра (2015)
- Arche, Оратория для сопрано, баритона, двух смешанных хоров и детского хора (2016)
- Концерт для скрипки и оркестра №2 (2018)
- 7 Capricci для квартета саксофонистов (2021)
- Концерт для валторны с оркестром (2023-2024)

## Признание
Член Баварской академии изящных искусств, Свободной академии искусств Гамбурга, Немецкой академии театрального искусства. Премия Пауля Хиндемита (2002), поощрительная премия Эрнста Сименса (2003), премия Арнольда Шёнберга (2004), премия Клаудио Аббадо (2006) и др.